# Indijska vaterpolska reprezentacija
Indijska vaterpolska reprezentacija predstavlja državu Indiju u športu vaterpolu.

## Nastupi na velikim natjecanjima

### Olimpijske igre
- 1948.: 9. – 16. mjesto
- 1952.: 17. – 21. mjesto

### Azijske igre
- 1951.:  zlato
- 1970.:  srebro
- 1974.: 6. mjesto
- 1982.:  bronca
- 1986.: 6. mjesto

### Razvojni trofej FINA-e
- 2019.: sedmo mjesto